# 胜利路街道 (新乡市)
胜利路街道，是中华人民共和国河南省新乡市卫滨区下辖的一个乡镇级行政单位。

## 行政区划
胜利路街道下辖以下地区：
南环社区和化工路社区。